# Scrobipalpa chrysanthemella
Scrobipalpa chrysanthemella is een vlinder uit de familie tastermotten (Gelechiidae). De wetenschappelijke naam is voor het eerst geldig gepubliceerd in 1867 door E. Hofmann.
De soort komt voor in Europa.